# Juan Alejandro Macedonio
Juan Alejandro Macedonio (Vicente López, provincia de Buenos Aires; 19 de julio de 1983) conocido artísticamente como Juanchi Macedonio, es un actor, bailarín, cantante, presentador y coach de técnica vocal y teatro argentino. Conocido principalmente por su papel coprotagonista en la película High School Musical: El Desafío, adaptación local de la original High School Musical, y por ser presentador de la versión local del programa infantil PlayGround transmitido por Disney Junior. También es creador de la técnica de enseñanza de canto "TecMoA" (Técnica de Motivación Artística) que por medio de la motivación y coaching permite que cada individuo logre sus objetivos personales dentro del canto.

## Vida personal
Su familia materna reside en Paraná, provincia de Entre Ríos; mientras que su familia paterna reside en Monte Caseros, provincia de Corrientes.

## Carrera
En 2007 se presentó en el casting realizado por Disney y Canal Trece, a fin de ser elegido para participar del programa High School Musical: La Selección. Este programa buscaba actores y cantantes, o aquellos con fines de hacerlo, para realizar la versión argentina de High School Musical. Juanchi fue uno de los 20 seleccionados, entre 26 000 personas que se presentaron. Durante la semana, entre show y show, los participantes debían asistir a la escuela High School, montada especialmente para la ocasión, dónde cumplían un horario y un calendario de clases de actuación, canto, baile, expresión corporal, y demás materias. El programa comenzó a emitirse el 8 de julio de 2007. Juan fue finalista, y en la película interpretó la adaptación del personaje que, en la versión original, interpretaba Corbin Bleu:Chad Danforth. Hay que aclarar que en el año 2002 llegó a la final de Popstars en el cual se formó el grupo Mambrú.

## Televisión
| Año       | Programa                          | Canal                         | Papel            |
| --------- | --------------------------------- | ----------------------------- | ---------------- |
| 2002      | Popstars                          | Telefe                        | Finalista        |
| 2005-2006 | Chicos.ar                         | Canal 7                       | Conductor, actor |
| 2007      | High School Musical: La Selección | Canal 13                      | Finalista        |
| 2011      | Cantando por un sueño             | Canal 13                      | Cantante         |
| 2013-2017 | Playground (Disney)               | Disney Junior (Latinoamérica) | Juanchi          |

## Cine
| Año  | Título                          | Personaje | Director    |
| ---- | ------------------------------- | --------- | ----------- |
| 2008 | High School Musical: el desafío | Juanchi   | Jorge Nisco |

## Discografía
| Año  | Título                     | Productor                           |
| ---- | -------------------------- | ----------------------------------- |
| 2007 | Actuar, Bailar, Cantar     | Pablo Durand                        |
| 2007 | Sueños                     | Pablo Durand                        |
| 2008 | El Desafío                 | Pablo Durand                        |
| 2012 | El mundo de Caro y Juanchi | Federico Montero                    |
| 2013 | Playground                 | Disney Records                      |
| 2015 | Disney Junior Navidad      | Federico Montero / Mauro Cambarieri |
| 2015 | Playground 2               | Disney Records                      |
| 2017 | Juanchi y La Superbanda    | SDO Producciones                    |

## Radio
| Año       | Sintonía | Rol                  |
| --------- | -------- | -------------------- |
| 2004-2006 | 88.7 FM  | Productor, conductor |